# Lutlommel VV
Lutlommel VV is een Belgische voetbalclub uit Lutlommel. De club is aangesloten bij de KBVB met stamnummer 2770 en heeft geel-zwart als kleuren. De club speelde heel haar bestaan in de provinciale reeksen, tot men in 2010 voor het eerst de nationale reeksen bereikte.

## Geschiedenis
De club werd opgericht in 1938 en sloot op 1 maart van dat jaar aan bij de Belgische Voetbalbond. De club ging van start in de lagere reeksen. Men maakte een gestage opgang. In 1954 haalde men een kampioenstitel in Tweede Provinciale, met bijhorende promotie naar de hoogste provinciale reeks. In 1959 volgde echter weer de degradatie, en enkele jaren later zakte men ook verder naar Derde Provinciale.
Begin jaren 70 verhuisde de club naar de terreinen aan de Konijnenpijp. Bij het 50-jarig bestaan in 1988 kreeg de club het predicaat Koninklijk. In de tweede helft van de jaren 90 maakte Lutlommel weer een opmars. In 1996 speelde men kampioen in Derde Provinciale; in 2000 promoveerde men opnieuw naar Eerste Provinciale. In 2004 haalde Lutlommel er de interprovinciale eindronde, maar kon er geen eerste promotie naar de nationale reeksen afdwingen.
In 2009/10 werd Lutlommel uiteindelijk kampioen in de hoogste provinciale reeks. De club promoveerde zo voor het eerst in haar bestaan naar de nationale Vierde Klasse. Het eerste seizoen eindigde men echter op ruime afstand als laatste en zo zakte in de club in 2011 weer naar Eerste Provinciale. Daar werd men in 2012 meteen weer kampioen en Lutlommel promoveerde voor de tweede maal naar Bevordering. Ditmaal zou men weliswaar weer in de staart van de rangschikking eindigen, maar toch net de degradatieplaatsen vermijden en zich zo kunnen handhaven in Vierde Klasse. In het volgend seizoen eindigde Lutlommel echter afgetekend onderaan, op een voorlaatste plaats met evenveel punten als de laatste, en zo degradeerde de club na twee seizoenen weer naar Eerste Provinciale.

## Resultaten
| Seizoen | Klasse | Klasse | Klasse | Klasse | Klasse | Klasse | Klasse | Klasse | Klasse | Reeks                                                    | Punten                                                   | Opmerkingen |                                           |
|         | I      | I      | II     | III    | IV     | P.I    | P.II   | P.III  | P.IV   | Vanaf 1952/53 zijn er 4 nationale niveaus                | Vanaf 1952/53 zijn er 4 nationale niveaus                | Vanaf 1952/53 zijn er 4 nationale niveaus | Vanaf 1952/53 zijn er 4 nationale niveaus |
| ------- | ------ | ------ | ------ | ------ | ------ | ------ | ------ | ------ | ------ | -------------------------------------------------------- | -------------------------------------------------------- | --- | ----------------------------------------- |
| 2003/04 |        |        |        |        |        | 3      |        |        |        | Eerste Prov. Limb.                                       | 55                                                       | |                                           |
| 2004/05 |        |        |        |        |        | 11     |        |        |        | Eerste Prov. Limb.                                       | 40                                                       | |                                           |
| 2005/06 |        |        |        |        |        | 9      |        |        |        | Eerste Prov. Limb.                                       | 44                                                       | |                                           |
| 2006/07 |        |        |        |        |        | 2      |        |        |        | Eerste Prov. Limb.                                       | 59                                                       | |                                           |
| 2007/08 |        |        |        |        |        | 8      |        |        |        | Eerste Prov. Limb.                                       | 46                                                       | |                                           |
| 2008/09 |        |        |        |        |        | 6      |        |        |        | Eerste Prov. Limb.                                       | 48                                                       | |                                           |
| 2009/10 |        |        |        |        |        | 1      |        |        |        | Eerste Prov. Limb.                                       | 71                                                       | Kampioen |                                           |
| 2010/11 |        |        |        |        | 16     |        |        |        |        | Vierde Klasse C                                          | 20                                                       | Degradatie |                                           |
| 2011/12 |        |        |        |        |        | 1      |        |        |        | Eerste Prov. Limb.                                       | 64                                                       | Kampioen |                                           |
| 2012/13 |        |        |        |        | 14     |        |        |        |        | Vierde Klasse C                                          | 33                                                       | |                                           |
| 2013/14 |        |        |        |        | 15     |        |        |        |        | Vierde Klasse C                                          | 25                                                       | Degradatie |                                           |
| 2014/15 |        |        |        |        |        | 2      |        |        |        | Eerste Prov. Limb.                                       | 52                                                       | Verloren in eerste ronde van promtie-eindronde tegen Vlijtingen VV (2-2 in tot.). In de volgende overbodige ronde om bijkomende stijgers te bepalen tussen verliezers van de eerste ronde won men tegen KDH Jeuk (6-0). |                                           |
| 2015/16 |        |        |        |        |        | 5      |        |        |        | Eerste Prov. Limb.                                       | 48                                                       | Men kwalificeerde zich voor de promotie-eindronde. Hier speelde ze omwille van de hervormingen een mini-competitie tegen Vlijtingen VV, KFC Heur-Tongeren en Eendracht Termien. Lutlommel eindigde vierde.              |                                           |
|         | 1A     | 1B     | 1Am    | 2Am    | 3Am    | P.I    | P.II   | P.III  | P.IV   | Vanaf 2016-17 zijn er 3 nationale en 2 regionale niveaus | Vanaf 2016-17 zijn er 3 nationale en 2 regionale niveaus | Vanaf 2016-17 zijn er 3 nationale en 2 regionale niveaus |                                           |
| 2016/17 |        |        |        |        |        | 16     |        |        |        | Eerste Prov. Limb.                                       | 22                                                       | Degradatie |                                           |
| 2017/18 |        |        |        |        |        |        | 11     |        |        | Tweede Prov. Limb. A                                     | 39                                                       | |                                           |
| 2018/19 |        |        |        |        |        |        | 14     |        |        | Tweede Prov. Limb. A                                     | 33                                                       | Gewonnen in degradatie-eindronde tegen RDK Gravelo (4-1 in tot.). |                                           |
| 2019/20 |        |        |        |        |        |        | 14     |        |        | Tweede Prov. Limb. A                                     | 33                                                       | Vroegtijdig stopgezet wegens de Coronacrisis. |                                           |
| 2020/21 |        |        |        |        |        |        |        | -      |        | Derde Prov. Limb. B                                      | -                                                        | Geschrapt wegens de Coronacrisis. |                                           |
| 2021/22 |        |        |        |        |        |        |        | 6      |        | Derde Prov. Limb. B                                      | 44                                                       | |                                           |
| 2022/23 |        |        |        |        |        |        |        | 6      |        | Derde Prov. Limb. B                                      | 46                                                       | |                                           |
| 2023/24 |        |        |        |        |        |        |        | 1      |        | Derde Prov. Limb. B                                      | 76                                                       | Kampioen |                                           |
| 2024/25 |        |        |        |        |        |        | 6      |        |        | Tweede Prov. Limb. B                                     | 48                                                       | |                                           |
| 2025/26 |        |        |        |        |        |        |        |        |        | Tweede Prov. Limb. B                                     |                                                          | |                                           |

## Bekende (oud-)spelers
- Serdal Güvenç
- Bernard Hofstede
- Frank Leen (speler-trainer)
- Peter Maes (jeugd)
- Jordi Meeus (jeugd)[1]
- Danny van Bakel
- Ilja van Leerdam
- Nuelson Wau
- Nyron Wau

## Bekende (oud-)trainers
- Frank Leen (speler-trainer)